# Campeonato Brasileiro de Futebol de 2023 - Série C
A Série C do Campeonato Brasileiro de Futebol de 2023 foi uma competição equivalente à terceira divisão do futebol do Brasil. Contando como a 33.ª edição da história, foi disputada por vinte clubes, na qual os quatro mais bem colocados ganharam acesso à Série B de 2024 e os quatro últimos colocados na primeira fase foram rebaixados à Série D de 2024.
Pelo segundo ano consecutivo, a região Nordeste foi a detentora do maior número de representantes na Série C, dessa vez com sete equipes. Na sequência, aparecem a região Sul com cinco clubes, a região Norte com quatro participantes, o Sudeste com três, e o Centro-Oeste com um único representante.
O Amazonas conquistou o primeiro título nacional da história para o seu estado após vencer o Brusque por 2–1 no placar agregado: empate sem gols no jogo de ida, em Manaus, e vitória no interior de Santa Catarina na partida de volta. O vice-campeão Brusque foi a primeira equipe a conquistar o acesso à Série B de 2024, juntamente com a vaga para a disputa final da competição após vencer por 2–1, de virada, o Operário-PR, em Ponta Grossa, na quarta rodada da segunda fase. As três vagas restantes para a Série B foram decididas na última rodada: o Amazonas garantiu a promoção e se classificou para a final ao vencer o Botafogo-PB por 2–0, na Arena da Amazônia; o Paysandu conseguiu o acesso mesmo com a derrota para o Volta Redonda, superando o rival fluminense na classificação no critério de saldo de gols; e completando os classificados à Série B, o Operário-PR retornou à segunda divisão nacional um ano após a queda, ao vencer em casa o São Bernardo por 1–0.
As primeiras equipes matematicamente rebaixadas para a Série D foram o Pouso Alegre e o Altos: na antepenúltima rodada da primeira fase, o time de Minas Gerais perdeu para o América de Natal por 2–0, fora de casa, e a equipe piauiense foi derrotada pelo Brusque por 3–0, também longe dos seus domínios. Após os resultados dos jogos de domingo da rodada, ambas ficaram sem chances de escapar da degola. O rebaixamento terminou de ser decidido em dois confrontos diretos na última rodada: o América-RN perdeu por 1–0 para o Floresta, em Fortaleza, e voltou para a Série D um ano após o acesso; já o Manaus ficou no empate sem gols diante do Figueirense, resultado que livrou o time catarinense e rebaixou a equipe manauara à quarta divisão.

## Formato e participantes
A Série C manteve o mesmo regulamento da edição anterior, disputada por 20 clubes, dividida em três fases: na primeira, todos os times se enfrentam em turno único. Os dez clubes melhores posicionados no Ranking da CBF fizeram dez jogos com mando de campo e, consequentemente, os outros dez clubes jogaram apenas nove partidas em casa nessa fase. Os oito melhores colocados se classificaram para a segunda etapa da competição e os quatro últimos foram rebaixados para a Série D de 2024.
Na fase seguinte, os oito classificados foram divididos em dois grupos de quatro clubes, um grupo com os clubes que terminarem em 1º, 4º, 5º e 8º, outro com as equipes que ficarem em 2º, 3º, 6º e 7º lugares. Após disputa em dois turnos, os dois mais bem classificados de cada grupo foram promovidos à Série B de 2024, enquanto o melhor clube de cada chave avançou à final da competição, disputada em jogos de ida e volta.

### Participantes
| Equipe              | Cidade                | Estado | Em 2022       | Estádio (mando)           | Capacidade | Títulos        |
| ------------------- | --------------------- | ------ | ------------- | ------------------------- | ---------- | -------------- |
| Altos               | Altos                 | PI     | 16º           | Lindolfo Monteiro         | 5 144      | 0 (não possui) |
| Amazonas            | Manaus                | AM     | 3º (Série D)  | Carlos Zamith             | 6 500      | 0 (não possui) |
| América de Natal    | Natal                 | RN     | 1º (Série D)  | Arena das Dunas           | 32 000     | 0 (não possui) |
| Aparecidense        | Aparecida de Goiânia  | GO     | 8º            | Annibal Batista de Toledo | 5 000      | 0 (não possui) |
| Botafogo-PB         | João Pessoa           | PB     | 9º            | Almeidão                  | 19 000     | 0 (não possui) |
| Brusque             | Brusque               | SC     | 18º (Série B) | Augusto Bauer             | 5 000      | 0 (não possui) |
| Confiança           | Aracaju               | SE     | 14º           | Batistão                  | 15 000     | 0 (não possui) |
| CSA                 | Maceió                | AL     | 17º (Série B) | Rei Pelé                  | 17 126     | 1 (2017)       |
| Figueirense         | Florianópolis         | SC     | 5º            | Orlando Scarpelli         | 19 584     | 0 (não possui) |
| Floresta            | Fortaleza             | CE     | 15º           | Presidente Vargas         | 20 268     | 0 (não possui) |
| Manaus              | Manaus                | AM     | 13º           | Arena da Amazônia         | 44 000     | 0 (não possui) |
| Náutico             | Recife                | PE     | 20º (Série B) | Aflitos                   | 22 856     | 1 (2019)       |
| Operário-PR         | Ponta Grossa          | PR     | 19º (Série B) | Germano Krüger            | 10 632     | 1 (2018)       |
| Paysandu            | Belém                 | PA     | 6º            | Curuzu                    | 16 200     | 0 (não possui) |
| Pouso Alegre        | Pouso Alegre          | MG     | 2º (Série D)  | Manduzão                  | 26 000     | 0 (não possui) |
| Remo                | Belém                 | PA     | 12º           | Baenão                    | 13 792     | 1 (2005)       |
| São Bernardo        | São Bernardo do Campo | SP     | 4º (Série D)  | Primeiro de Maio          | 13 440     | 0 (não possui) |
| São José-RS         | Porto Alegre          | RS     | 11º           | Passo d'Areia             | 14 000     | 0 (não possui) |
| Volta Redonda       | Volta Redonda         | RJ     | 7º            | Raulino de Oliveira       | 20 225     | 0 (não possui) |
| Ypiranga de Erechim | Erechim               | RS     | 10º           | Colosso da Lagoa          | 22 000     | 0 (não possui) |

## Estádios
| Altos | Amazonas | América de Natal | Aparecidense | Botafogo-PB | Brusque             |
| --- | --- | --- | --- | --- | ------------------- |
| Lindolfo Monteiro | Carlos Zamith | Arena das Dunas | Annibal Batista de Toledo | Almeidão | Augusto Bauer       |
| Capacidade: 5 144 | Capacidade: 6 500 | Capacidade: 31 375 | Capacidade: 4 800 | Capacidade: 19 000 | Capacidade: 5 000   |
| | | | | |                     |
| Confiança | \| Altos Amazonas América-RN Aparecidense Botafogo-PB Brusque Confiança CSA Figueirense Floresta Manaus Náutico Operário-PR Paysandu Pouso Alegre Remo São Bernardo São José-RS Volta Redonda Ypiranga-RSLocalização dos times por Estado. Localização das equipes participantes da Série C de 2023 \| | \| Altos Amazonas América-RN Aparecidense Botafogo-PB Brusque Confiança CSA Figueirense Floresta Manaus Náutico Operário-PR Paysandu Pouso Alegre Remo São Bernardo São José-RS Volta Redonda Ypiranga-RSLocalização dos times por Estado. Localização das equipes participantes da Série C de 2023 \| | \| Altos Amazonas América-RN Aparecidense Botafogo-PB Brusque Confiança CSA Figueirense Floresta Manaus Náutico Operário-PR Paysandu Pouso Alegre Remo São Bernardo São José-RS Volta Redonda Ypiranga-RSLocalização dos times por Estado. Localização das equipes participantes da Série C de 2023 \| | \| Altos Amazonas América-RN Aparecidense Botafogo-PB Brusque Confiança CSA Figueirense Floresta Manaus Náutico Operário-PR Paysandu Pouso Alegre Remo São Bernardo São José-RS Volta Redonda Ypiranga-RSLocalização dos times por Estado. Localização das equipes participantes da Série C de 2023 \| | CSA                 |
| Batistão | \| Altos Amazonas América-RN Aparecidense Botafogo-PB Brusque Confiança CSA Figueirense Floresta Manaus Náutico Operário-PR Paysandu Pouso Alegre Remo São Bernardo São José-RS Volta Redonda Ypiranga-RSLocalização dos times por Estado. Localização das equipes participantes da Série C de 2023 \| | \| Altos Amazonas América-RN Aparecidense Botafogo-PB Brusque Confiança CSA Figueirense Floresta Manaus Náutico Operário-PR Paysandu Pouso Alegre Remo São Bernardo São José-RS Volta Redonda Ypiranga-RSLocalização dos times por Estado. Localização das equipes participantes da Série C de 2023 \| | \| Altos Amazonas América-RN Aparecidense Botafogo-PB Brusque Confiança CSA Figueirense Floresta Manaus Náutico Operário-PR Paysandu Pouso Alegre Remo São Bernardo São José-RS Volta Redonda Ypiranga-RSLocalização dos times por Estado. Localização das equipes participantes da Série C de 2023 \| | \| Altos Amazonas América-RN Aparecidense Botafogo-PB Brusque Confiança CSA Figueirense Floresta Manaus Náutico Operário-PR Paysandu Pouso Alegre Remo São Bernardo São José-RS Volta Redonda Ypiranga-RSLocalização dos times por Estado. Localização das equipes participantes da Série C de 2023 \| | Rei Pelé            |
| Capacidade: 15 000 | \| Altos Amazonas América-RN Aparecidense Botafogo-PB Brusque Confiança CSA Figueirense Floresta Manaus Náutico Operário-PR Paysandu Pouso Alegre Remo São Bernardo São José-RS Volta Redonda Ypiranga-RSLocalização dos times por Estado. Localização das equipes participantes da Série C de 2023 \| | \| Altos Amazonas América-RN Aparecidense Botafogo-PB Brusque Confiança CSA Figueirense Floresta Manaus Náutico Operário-PR Paysandu Pouso Alegre Remo São Bernardo São José-RS Volta Redonda Ypiranga-RSLocalização dos times por Estado. Localização das equipes participantes da Série C de 2023 \| | \| Altos Amazonas América-RN Aparecidense Botafogo-PB Brusque Confiança CSA Figueirense Floresta Manaus Náutico Operário-PR Paysandu Pouso Alegre Remo São Bernardo São José-RS Volta Redonda Ypiranga-RSLocalização dos times por Estado. Localização das equipes participantes da Série C de 2023 \| | \| Altos Amazonas América-RN Aparecidense Botafogo-PB Brusque Confiança CSA Figueirense Floresta Manaus Náutico Operário-PR Paysandu Pouso Alegre Remo São Bernardo São José-RS Volta Redonda Ypiranga-RSLocalização dos times por Estado. Localização das equipes participantes da Série C de 2023 \| | Capacidade: 17 126  |
| | \| Altos Amazonas América-RN Aparecidense Botafogo-PB Brusque Confiança CSA Figueirense Floresta Manaus Náutico Operário-PR Paysandu Pouso Alegre Remo São Bernardo São José-RS Volta Redonda Ypiranga-RSLocalização dos times por Estado. Localização das equipes participantes da Série C de 2023 \| | \| Altos Amazonas América-RN Aparecidense Botafogo-PB Brusque Confiança CSA Figueirense Floresta Manaus Náutico Operário-PR Paysandu Pouso Alegre Remo São Bernardo São José-RS Volta Redonda Ypiranga-RSLocalização dos times por Estado. Localização das equipes participantes da Série C de 2023 \| | \| Altos Amazonas América-RN Aparecidense Botafogo-PB Brusque Confiança CSA Figueirense Floresta Manaus Náutico Operário-PR Paysandu Pouso Alegre Remo São Bernardo São José-RS Volta Redonda Ypiranga-RSLocalização dos times por Estado. Localização das equipes participantes da Série C de 2023 \| | \| Altos Amazonas América-RN Aparecidense Botafogo-PB Brusque Confiança CSA Figueirense Floresta Manaus Náutico Operário-PR Paysandu Pouso Alegre Remo São Bernardo São José-RS Volta Redonda Ypiranga-RSLocalização dos times por Estado. Localização das equipes participantes da Série C de 2023 \| |                     |
| Figueirense | \| Altos Amazonas América-RN Aparecidense Botafogo-PB Brusque Confiança CSA Figueirense Floresta Manaus Náutico Operário-PR Paysandu Pouso Alegre Remo São Bernardo São José-RS Volta Redonda Ypiranga-RSLocalização dos times por Estado. Localização das equipes participantes da Série C de 2023 \| | \| Altos Amazonas América-RN Aparecidense Botafogo-PB Brusque Confiança CSA Figueirense Floresta Manaus Náutico Operário-PR Paysandu Pouso Alegre Remo São Bernardo São José-RS Volta Redonda Ypiranga-RSLocalização dos times por Estado. Localização das equipes participantes da Série C de 2023 \| | \| Altos Amazonas América-RN Aparecidense Botafogo-PB Brusque Confiança CSA Figueirense Floresta Manaus Náutico Operário-PR Paysandu Pouso Alegre Remo São Bernardo São José-RS Volta Redonda Ypiranga-RSLocalização dos times por Estado. Localização das equipes participantes da Série C de 2023 \| | \| Altos Amazonas América-RN Aparecidense Botafogo-PB Brusque Confiança CSA Figueirense Floresta Manaus Náutico Operário-PR Paysandu Pouso Alegre Remo São Bernardo São José-RS Volta Redonda Ypiranga-RSLocalização dos times por Estado. Localização das equipes participantes da Série C de 2023 \| | Floresta            |
| Orlando Scarpelli | \| Altos Amazonas América-RN Aparecidense Botafogo-PB Brusque Confiança CSA Figueirense Floresta Manaus Náutico Operário-PR Paysandu Pouso Alegre Remo São Bernardo São José-RS Volta Redonda Ypiranga-RSLocalização dos times por Estado. Localização das equipes participantes da Série C de 2023 \| | \| Altos Amazonas América-RN Aparecidense Botafogo-PB Brusque Confiança CSA Figueirense Floresta Manaus Náutico Operário-PR Paysandu Pouso Alegre Remo São Bernardo São José-RS Volta Redonda Ypiranga-RSLocalização dos times por Estado. Localização das equipes participantes da Série C de 2023 \| | \| Altos Amazonas América-RN Aparecidense Botafogo-PB Brusque Confiança CSA Figueirense Floresta Manaus Náutico Operário-PR Paysandu Pouso Alegre Remo São Bernardo São José-RS Volta Redonda Ypiranga-RSLocalização dos times por Estado. Localização das equipes participantes da Série C de 2023 \| | \| Altos Amazonas América-RN Aparecidense Botafogo-PB Brusque Confiança CSA Figueirense Floresta Manaus Náutico Operário-PR Paysandu Pouso Alegre Remo São Bernardo São José-RS Volta Redonda Ypiranga-RSLocalização dos times por Estado. Localização das equipes participantes da Série C de 2023 \| | Presidente Vargas   |
| Capacidade: 19 584 | \| Altos Amazonas América-RN Aparecidense Botafogo-PB Brusque Confiança CSA Figueirense Floresta Manaus Náutico Operário-PR Paysandu Pouso Alegre Remo São Bernardo São José-RS Volta Redonda Ypiranga-RSLocalização dos times por Estado. Localização das equipes participantes da Série C de 2023 \| | \| Altos Amazonas América-RN Aparecidense Botafogo-PB Brusque Confiança CSA Figueirense Floresta Manaus Náutico Operário-PR Paysandu Pouso Alegre Remo São Bernardo São José-RS Volta Redonda Ypiranga-RSLocalização dos times por Estado. Localização das equipes participantes da Série C de 2023 \| | \| Altos Amazonas América-RN Aparecidense Botafogo-PB Brusque Confiança CSA Figueirense Floresta Manaus Náutico Operário-PR Paysandu Pouso Alegre Remo São Bernardo São José-RS Volta Redonda Ypiranga-RSLocalização dos times por Estado. Localização das equipes participantes da Série C de 2023 \| | \| Altos Amazonas América-RN Aparecidense Botafogo-PB Brusque Confiança CSA Figueirense Floresta Manaus Náutico Operário-PR Paysandu Pouso Alegre Remo São Bernardo São José-RS Volta Redonda Ypiranga-RSLocalização dos times por Estado. Localização das equipes participantes da Série C de 2023 \| | Capacidade: 20 268  |
| | \| Altos Amazonas América-RN Aparecidense Botafogo-PB Brusque Confiança CSA Figueirense Floresta Manaus Náutico Operário-PR Paysandu Pouso Alegre Remo São Bernardo São José-RS Volta Redonda Ypiranga-RSLocalização dos times por Estado. Localização das equipes participantes da Série C de 2023 \| | \| Altos Amazonas América-RN Aparecidense Botafogo-PB Brusque Confiança CSA Figueirense Floresta Manaus Náutico Operário-PR Paysandu Pouso Alegre Remo São Bernardo São José-RS Volta Redonda Ypiranga-RSLocalização dos times por Estado. Localização das equipes participantes da Série C de 2023 \| | \| Altos Amazonas América-RN Aparecidense Botafogo-PB Brusque Confiança CSA Figueirense Floresta Manaus Náutico Operário-PR Paysandu Pouso Alegre Remo São Bernardo São José-RS Volta Redonda Ypiranga-RSLocalização dos times por Estado. Localização das equipes participantes da Série C de 2023 \| | \| Altos Amazonas América-RN Aparecidense Botafogo-PB Brusque Confiança CSA Figueirense Floresta Manaus Náutico Operário-PR Paysandu Pouso Alegre Remo São Bernardo São José-RS Volta Redonda Ypiranga-RSLocalização dos times por Estado. Localização das equipes participantes da Série C de 2023 \| |                     |
| Manaus | \| Altos Amazonas América-RN Aparecidense Botafogo-PB Brusque Confiança CSA Figueirense Floresta Manaus Náutico Operário-PR Paysandu Pouso Alegre Remo São Bernardo São José-RS Volta Redonda Ypiranga-RSLocalização dos times por Estado. Localização das equipes participantes da Série C de 2023 \| | \| Altos Amazonas América-RN Aparecidense Botafogo-PB Brusque Confiança CSA Figueirense Floresta Manaus Náutico Operário-PR Paysandu Pouso Alegre Remo São Bernardo São José-RS Volta Redonda Ypiranga-RSLocalização dos times por Estado. Localização das equipes participantes da Série C de 2023 \| | \| Altos Amazonas América-RN Aparecidense Botafogo-PB Brusque Confiança CSA Figueirense Floresta Manaus Náutico Operário-PR Paysandu Pouso Alegre Remo São Bernardo São José-RS Volta Redonda Ypiranga-RSLocalização dos times por Estado. Localização das equipes participantes da Série C de 2023 \| | \| Altos Amazonas América-RN Aparecidense Botafogo-PB Brusque Confiança CSA Figueirense Floresta Manaus Náutico Operário-PR Paysandu Pouso Alegre Remo São Bernardo São José-RS Volta Redonda Ypiranga-RSLocalização dos times por Estado. Localização das equipes participantes da Série C de 2023 \| | Náutico             |
| Arena da Amazônia | \| Altos Amazonas América-RN Aparecidense Botafogo-PB Brusque Confiança CSA Figueirense Floresta Manaus Náutico Operário-PR Paysandu Pouso Alegre Remo São Bernardo São José-RS Volta Redonda Ypiranga-RSLocalização dos times por Estado. Localização das equipes participantes da Série C de 2023 \| | \| Altos Amazonas América-RN Aparecidense Botafogo-PB Brusque Confiança CSA Figueirense Floresta Manaus Náutico Operário-PR Paysandu Pouso Alegre Remo São Bernardo São José-RS Volta Redonda Ypiranga-RSLocalização dos times por Estado. Localização das equipes participantes da Série C de 2023 \| | \| Altos Amazonas América-RN Aparecidense Botafogo-PB Brusque Confiança CSA Figueirense Floresta Manaus Náutico Operário-PR Paysandu Pouso Alegre Remo São Bernardo São José-RS Volta Redonda Ypiranga-RSLocalização dos times por Estado. Localização das equipes participantes da Série C de 2023 \| | \| Altos Amazonas América-RN Aparecidense Botafogo-PB Brusque Confiança CSA Figueirense Floresta Manaus Náutico Operário-PR Paysandu Pouso Alegre Remo São Bernardo São José-RS Volta Redonda Ypiranga-RSLocalização dos times por Estado. Localização das equipes participantes da Série C de 2023 \| | Aflitos             |
| Capacidade: 44 000 | \| Altos Amazonas América-RN Aparecidense Botafogo-PB Brusque Confiança CSA Figueirense Floresta Manaus Náutico Operário-PR Paysandu Pouso Alegre Remo São Bernardo São José-RS Volta Redonda Ypiranga-RSLocalização dos times por Estado. Localização das equipes participantes da Série C de 2023 \| | \| Altos Amazonas América-RN Aparecidense Botafogo-PB Brusque Confiança CSA Figueirense Floresta Manaus Náutico Operário-PR Paysandu Pouso Alegre Remo São Bernardo São José-RS Volta Redonda Ypiranga-RSLocalização dos times por Estado. Localização das equipes participantes da Série C de 2023 \| | \| Altos Amazonas América-RN Aparecidense Botafogo-PB Brusque Confiança CSA Figueirense Floresta Manaus Náutico Operário-PR Paysandu Pouso Alegre Remo São Bernardo São José-RS Volta Redonda Ypiranga-RSLocalização dos times por Estado. Localização das equipes participantes da Série C de 2023 \| | \| Altos Amazonas América-RN Aparecidense Botafogo-PB Brusque Confiança CSA Figueirense Floresta Manaus Náutico Operário-PR Paysandu Pouso Alegre Remo São Bernardo São José-RS Volta Redonda Ypiranga-RSLocalização dos times por Estado. Localização das equipes participantes da Série C de 2023 \| | Capacidade: 22 856  |
| | \| Altos Amazonas América-RN Aparecidense Botafogo-PB Brusque Confiança CSA Figueirense Floresta Manaus Náutico Operário-PR Paysandu Pouso Alegre Remo São Bernardo São José-RS Volta Redonda Ypiranga-RSLocalização dos times por Estado. Localização das equipes participantes da Série C de 2023 \| | \| Altos Amazonas América-RN Aparecidense Botafogo-PB Brusque Confiança CSA Figueirense Floresta Manaus Náutico Operário-PR Paysandu Pouso Alegre Remo São Bernardo São José-RS Volta Redonda Ypiranga-RSLocalização dos times por Estado. Localização das equipes participantes da Série C de 2023 \| | \| Altos Amazonas América-RN Aparecidense Botafogo-PB Brusque Confiança CSA Figueirense Floresta Manaus Náutico Operário-PR Paysandu Pouso Alegre Remo São Bernardo São José-RS Volta Redonda Ypiranga-RSLocalização dos times por Estado. Localização das equipes participantes da Série C de 2023 \| | \| Altos Amazonas América-RN Aparecidense Botafogo-PB Brusque Confiança CSA Figueirense Floresta Manaus Náutico Operário-PR Paysandu Pouso Alegre Remo São Bernardo São José-RS Volta Redonda Ypiranga-RSLocalização dos times por Estado. Localização das equipes participantes da Série C de 2023 \| |                     |
| Operário-PR | \| Altos Amazonas América-RN Aparecidense Botafogo-PB Brusque Confiança CSA Figueirense Floresta Manaus Náutico Operário-PR Paysandu Pouso Alegre Remo São Bernardo São José-RS Volta Redonda Ypiranga-RSLocalização dos times por Estado. Localização das equipes participantes da Série C de 2023 \| | \| Altos Amazonas América-RN Aparecidense Botafogo-PB Brusque Confiança CSA Figueirense Floresta Manaus Náutico Operário-PR Paysandu Pouso Alegre Remo São Bernardo São José-RS Volta Redonda Ypiranga-RSLocalização dos times por Estado. Localização das equipes participantes da Série C de 2023 \| | \| Altos Amazonas América-RN Aparecidense Botafogo-PB Brusque Confiança CSA Figueirense Floresta Manaus Náutico Operário-PR Paysandu Pouso Alegre Remo São Bernardo São José-RS Volta Redonda Ypiranga-RSLocalização dos times por Estado. Localização das equipes participantes da Série C de 2023 \| | \| Altos Amazonas América-RN Aparecidense Botafogo-PB Brusque Confiança CSA Figueirense Floresta Manaus Náutico Operário-PR Paysandu Pouso Alegre Remo São Bernardo São José-RS Volta Redonda Ypiranga-RSLocalização dos times por Estado. Localização das equipes participantes da Série C de 2023 \| | Pouso Alegre        |
| Germano Krüger | \| Altos Amazonas América-RN Aparecidense Botafogo-PB Brusque Confiança CSA Figueirense Floresta Manaus Náutico Operário-PR Paysandu Pouso Alegre Remo São Bernardo São José-RS Volta Redonda Ypiranga-RSLocalização dos times por Estado. Localização das equipes participantes da Série C de 2023 \| | \| Altos Amazonas América-RN Aparecidense Botafogo-PB Brusque Confiança CSA Figueirense Floresta Manaus Náutico Operário-PR Paysandu Pouso Alegre Remo São Bernardo São José-RS Volta Redonda Ypiranga-RSLocalização dos times por Estado. Localização das equipes participantes da Série C de 2023 \| | \| Altos Amazonas América-RN Aparecidense Botafogo-PB Brusque Confiança CSA Figueirense Floresta Manaus Náutico Operário-PR Paysandu Pouso Alegre Remo São Bernardo São José-RS Volta Redonda Ypiranga-RSLocalização dos times por Estado. Localização das equipes participantes da Série C de 2023 \| | \| Altos Amazonas América-RN Aparecidense Botafogo-PB Brusque Confiança CSA Figueirense Floresta Manaus Náutico Operário-PR Paysandu Pouso Alegre Remo São Bernardo São José-RS Volta Redonda Ypiranga-RSLocalização dos times por Estado. Localização das equipes participantes da Série C de 2023 \| | Manduzão            |
| Capacidade: 10 632 | \| Altos Amazonas América-RN Aparecidense Botafogo-PB Brusque Confiança CSA Figueirense Floresta Manaus Náutico Operário-PR Paysandu Pouso Alegre Remo São Bernardo São José-RS Volta Redonda Ypiranga-RSLocalização dos times por Estado. Localização das equipes participantes da Série C de 2023 \| | \| Altos Amazonas América-RN Aparecidense Botafogo-PB Brusque Confiança CSA Figueirense Floresta Manaus Náutico Operário-PR Paysandu Pouso Alegre Remo São Bernardo São José-RS Volta Redonda Ypiranga-RSLocalização dos times por Estado. Localização das equipes participantes da Série C de 2023 \| | \| Altos Amazonas América-RN Aparecidense Botafogo-PB Brusque Confiança CSA Figueirense Floresta Manaus Náutico Operário-PR Paysandu Pouso Alegre Remo São Bernardo São José-RS Volta Redonda Ypiranga-RSLocalização dos times por Estado. Localização das equipes participantes da Série C de 2023 \| | \| Altos Amazonas América-RN Aparecidense Botafogo-PB Brusque Confiança CSA Figueirense Floresta Manaus Náutico Operário-PR Paysandu Pouso Alegre Remo São Bernardo São José-RS Volta Redonda Ypiranga-RSLocalização dos times por Estado. Localização das equipes participantes da Série C de 2023 \| | Capacidade: 26 000  |
| | \| Altos Amazonas América-RN Aparecidense Botafogo-PB Brusque Confiança CSA Figueirense Floresta Manaus Náutico Operário-PR Paysandu Pouso Alegre Remo São Bernardo São José-RS Volta Redonda Ypiranga-RSLocalização dos times por Estado. Localização das equipes participantes da Série C de 2023 \| | \| Altos Amazonas América-RN Aparecidense Botafogo-PB Brusque Confiança CSA Figueirense Floresta Manaus Náutico Operário-PR Paysandu Pouso Alegre Remo São Bernardo São José-RS Volta Redonda Ypiranga-RSLocalização dos times por Estado. Localização das equipes participantes da Série C de 2023 \| | \| Altos Amazonas América-RN Aparecidense Botafogo-PB Brusque Confiança CSA Figueirense Floresta Manaus Náutico Operário-PR Paysandu Pouso Alegre Remo São Bernardo São José-RS Volta Redonda Ypiranga-RSLocalização dos times por Estado. Localização das equipes participantes da Série C de 2023 \| | \| Altos Amazonas América-RN Aparecidense Botafogo-PB Brusque Confiança CSA Figueirense Floresta Manaus Náutico Operário-PR Paysandu Pouso Alegre Remo São Bernardo São José-RS Volta Redonda Ypiranga-RSLocalização dos times por Estado. Localização das equipes participantes da Série C de 2023 \| |                     |
| Paysandu | Remo | São Bernardo | São José-RS | Volta Redonda | Ypiranga de Erechim |
| Curuzu | Baenão | Primeiro de Maio | Passo d'Areia | Raulino de Oliveira | Colosso da Lagoa    |
| Capacidade: 16 200 | Capacidade: 13 792 | Capacidade: 13 440 | Capacidade: 14 000 | Capacidade: 20 255 | Capacidade: 22 000  |
| | | | | |                     |
| Altos Amazonas América-RN Aparecidense Botafogo-PB Brusque Confiança CSA Figueirense Floresta Manaus Náutico Operário-PR Paysandu Pouso Alegre Remo São Bernardo São José-RS Volta Redonda Ypiranga-RSLocalização dos times por Estado. Localização das equipes participantes da Série C de 2023 | | | | |                     |

### Outros estádios
Além dos estádios de mando usual, outros estádios foram utilizados devido a punições de perda de mando de campo impostas pelo Superior Tribunal de Justiça Desportiva ou por conta de problemas de interdição dos estádios usuais ou simplesmente por opção dos clubes em mandar seus jogos em outros locais, geralmente buscando uma melhor renda.

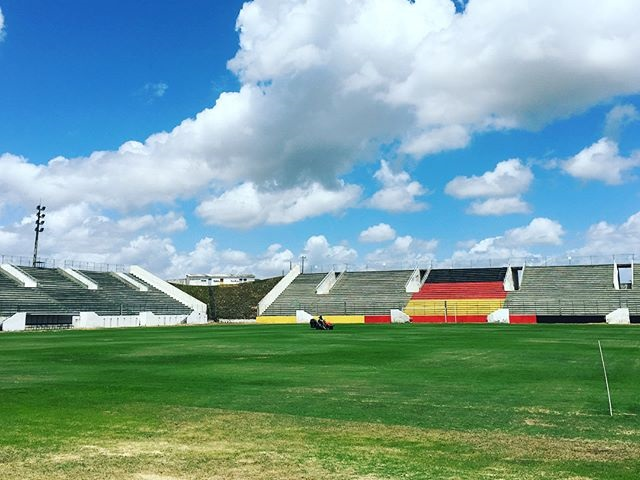
Barrettão (Ceará-Mirim)
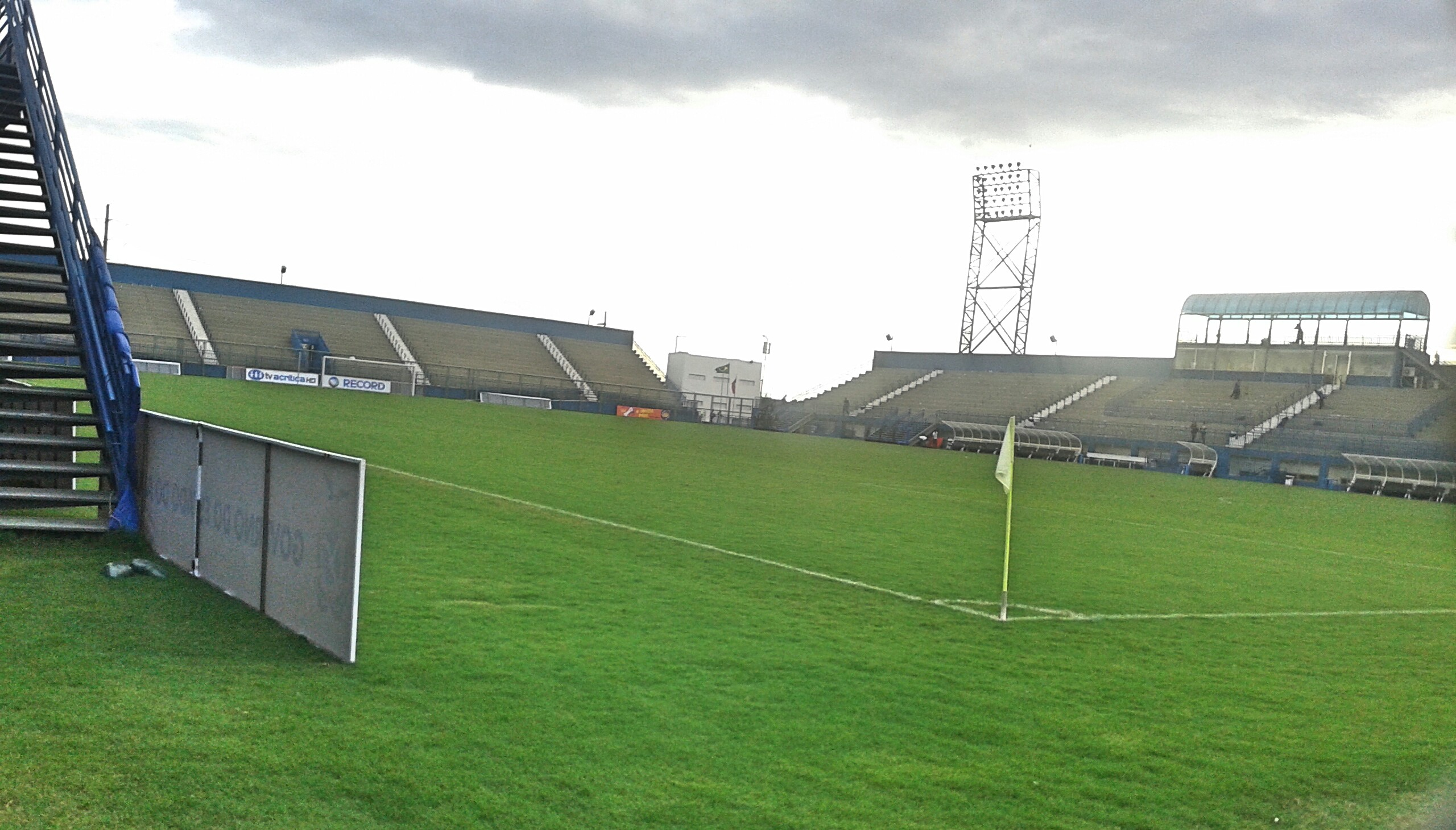
Colina (Manaus)
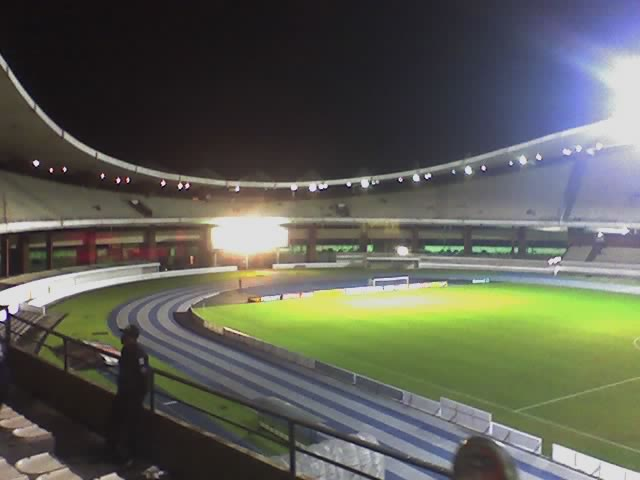
Mangueirão (Belém)

## Transmissão televisiva
Os direitos de transmissão de todas as partidas pertencem ao DAZN e ao Nosso Futebol. Por sublicenciamento, o canal "Camisa 21", no YouTube, tem direito a transmitir uma partida por rodada. Também por sublicenciamento o "Canal Goat", no YouTube, adquiriu a competição no dia 24 de julho, para a transmissão de dois jogos por rodada. A TV Atalaia adquiriu os 10 jogos como visitante do Confiança.

## Primeira fase

### Classificação
| Pos | Equipe              | Pts | J  | V  | E | D  | GP | GC | SG  | Classificação ou descenso    |
| --- | ------------------- | --- | -- | -- | - | -- | -- | -- | --- | ---------------------------- |
| 1   | Operário-PR         | 36  | 19 | 10 | 6 | 3  | 19 | 10 | +9  | Classificados à segunda fase |
| 2   | Volta Redonda       | 33  | 19 | 10 | 3 | 6  | 33 | 19 | +14 | Classificados à segunda fase |
| 3   | Amazonas            | 32  | 19 | 9  | 5 | 5  | 23 | 20 | +3  | Classificados à segunda fase |
| 4   | Brusque             | 31  | 19 | 9  | 4 | 6  | 25 | 14 | +11 | Classificados à segunda fase |
| 5   | São José-RS         | 31  | 19 | 8  | 7 | 4  | 30 | 21 | +9  | Classificados à segunda fase |
| 6   | Botafogo-PB         | 30  | 19 | 7  | 9 | 3  | 25 | 20 | +5  | Classificados à segunda fase |
| 7   | Paysandu            | 29  | 19 | 8  | 5 | 6  | 21 | 26 | −5  | Classificados à segunda fase |
| 8   | São Bernardo        | 29  | 19 | 7  | 8 | 4  | 20 | 17 | +3  | Classificados à segunda fase |
| 9   | Confiança           | 28  | 19 | 8  | 4 | 7  | 23 | 26 | −3  |                              |
| 10  | Náutico             | 27  | 19 | 6  | 9 | 4  | 25 | 24 | +1  |                              |
| 11  | Remo                | 25  | 19 | 6  | 7 | 6  | 20 | 18 | +2  |                              |
| 12  | CSA                 | 24  | 19 | 5  | 9 | 5  | 15 | 13 | +2  |                              |
| 13  | Ypiranga de Erechim | 23  | 19 | 6  | 5 | 8  | 26 | 23 | +3  |                              |
| 14  | Floresta            | 23  | 19 | 5  | 8 | 6  | 14 | 17 | −3  |                              |
| 15  | Aparecidense        | 22  | 19 | 6  | 4 | 9  | 17 | 20 | −3  |                              |
| 16  | Figueirense         | 22  | 19 | 5  | 7 | 7  | 19 | 18 | +1  |                              |
| 17  | Manaus              | 20  | 19 | 5  | 5 | 9  | 13 | 24 | −11 | Rebaixados à Série D de 2024 |
| 18  | América de Natal    | 19  | 19 | 4  | 7 | 8  | 12 | 21 | −9  | Rebaixados à Série D de 2024 |
| 19  | Altos               | 13  | 19 | 2  | 7 | 10 | 14 | 28 | −14 | Rebaixados à Série D de 2024 |
| 20  | Pouso Alegre        | 12  | 19 | 3  | 3 | 13 | 11 | 26 | −15 | Rebaixados à Série D de 2024 |

### Confrontos
| Mandante \ Visitante | ALT | AMA | AMN | APA | BPB | BRU | CON | CSA | FIG | FLO | MAN | NAU | OPF | PAY | POU | REM | SBE | SJO | VRE | YPI |
| -------------------- | --- | --- | --- | --- | --- | --- | --- | --- | --- | --- | --- | --- | --- | --- | --- | --- | --- | --- | --- | --- |
| Altos                | —   | 2–3 | 1–1 |     | 0–1 |     |     | 1–1 | 0–0 |     |     |     | 0–1 | 1–1 | 0–0 |     |     |     |     | 3–2 |
| Amazonas             |     | —   | 2–0 | 0–0 | 0–0 |     |     | 1–0 |     |     | 2–0 |     | 2–2 | 1–2 | 2–1 |     |     |     |     | 0–0 |
| América de Natal     |     |     | —   | 0–0 | 2–2 | 2–1 | 0–1 |     |     |     | 1–2 |     | 1–0 | 1–1 | 2–0 |     |     |     |     | 1–2 |
| Aparecidense         | 1–2 |     |     | —   |     | 0–2 | 1–0 |     |     | 0–0 | 1–0 | 3–0 |     |     |     | 0–2 | 1–2 | 2–1 | 2–3 |     |
| Botafogo-PB          |     |     |     | 2–1 | —   | 1–2 | 2–3 |     |     | 1–1 | 2–0 | 1–1 | 2–1 | 3–2 | 1–1 |     |     | 1–1 |     |     |
| Brusque              | 3–0 | 1–0 |     |     |     | —   | 4–0 |     | 0–1 | 2–0 |     | 2–2 |     |     |     | 1–1 | 0–0 | 0–1 | 3–2 |     |
| Confiança            | 2–1 | 2–3 |     |     |     |     | —   |     | 1–0 | 3–1 |     | 2–2 | 1–0 | 1–0 |     |     |     |     | 0–1 | 1–1 |
| CSA                  |     |     | 0–1 | 1–1 | 1–1 | 0–0 | 0–1 | —   |     |     | 2–1 |     |     |     | 2–1 | 0–0 | 1–0 | 2–0 |     |     |
| Figueirense          |     | 0–1 | 3–0 | 2–1 | 1–2 |     |     | 1–1 | —   |     | 0–0 |     | 0–0 | 2–0 | 1–2 |     |     |     |     | 2–0 |
| Floresta             | 0–0 | 1–1 | 1–0 |     |     |     |     | 0–2 | 1–1 | —   |     |     |     |     |     | 0–0 | 2–0 |     | 2–1 | 2–0 |
| Manaus               | 1–0 |     |     |     |     | 0–2 | 3–3 |     |     | 0–0 | —   | 2–1 |     |     |     | 1–1 | 0–0 | 1–4 | 1–0 |     |
| Náutico              | 1–0 | 0–1 | 0–0 |     |     |     |     | 0–0 | 2–1 | 3–1 |     | —   |     |     |     | 0–0 | 2–2 | 2–1 | 2–0 |     |
| Operário-PR          |     |     |     | 1–0 |     | 1–0 |     | 1–0 |     | 1–0 | 2–0 | 1–1 | —   | 0–0 | 1–0 |     | 1–0 | 1–1 |     |     |
| Paysandu             |     |     |     | 2–1 |     | 0–2 |     | 1–0 |     | 2–1 | 1–0 | 4–2 |     | —   | 2–1 | 1–0 | 1–1 | 1–1 |     |     |
| Pouso Alegre         |     |     |     | 0–1 |     | 1–0 | 1–1 |     |     | 0–1 | 0–1 | 0–1 |     |     | —   | 0–2 | 0–2 | 1–2 |     |     |
| Remo                 | 3–1 | 1–2 | 0–0 |     | 1–2 |     | 1–0 |     | 1–1 |     |     |     | 1–2 |     |     | —   |     |     | 2–1 | 2–1 |
| São Bernardo         | 1–1 | 2–1 | 0–0 |     | 0–0 |     | 3–1 |     | 1–0 |     |     |     |     |     |     | 3–1 | —   |     | 0–3 | 1–0 |
| São José-RS          | 4–1 | 1–0 | 2–0 |     |     |     | 2–0 |     | 3–3 | 0–0 |     |     |     |     |     | 2–1 | 2–2 | —   | 2–2 |     |
| Volta Redonda        | 2–0 | 5–1 | 3–0 |     | 1–0 |     |     | 1–1 | 2–0 |     |     |     | 1–1 | 3–0 | 0–1 |     |     |     | —   | 2–1 |
| Ypiranga de Erechim  |     |     |     | 0–1 | 1–1 | 2–0 |     | 1–1 |     |     | 2–0 | 3–3 | 0–2 | 5–0 | 4–1 |     |     | 1–0 |     | —   |

### Desempenho por rodada
Posições de cada clube por rodada:
| Rodada ↓ | ALT | AMA | AMN | APA | BPB | BRU | CON | CSA | FIG | FLO | MAN | NAU | OPF | PAY | POU | REM | SBE | SJO | VRE | YPI |
| -------- | --- | --- | --- | --- | --- | --- | --- | --- | --- | --- | --- | --- | --- | --- | --- | --- | --- | --- | --- | --- |
| 1ª       | 9   | 18  | 13  | 16  | 3   | 8   | 7   | 17  | 9   | 9   | 2   | 13  | 13  | 3   | 6   | 20  | 1   | 9   | 19  | 5   |
| 2ª       | 15  | 9   | 20  | 17  | 2   | 11  | 3   | 14  | 5   | 7   | 12  | 10  | 8   | 13  | 4   | 19  | 1   | 16  | 18  | 7   |
| 3ª       | 17  | 5   | 18  | 13  | 4   | 6   | 2   | 10  | 11  | 12  | 7   | 14  | 9   | 15  | 8   | 20  | 1   | 16  | 19  | 3   |
| 4ª       | 15  | 5   | 19  | 17  | 3   | 7   | 2   | 13  | 6   | 16  | 10  | 9   | 12  | 11  | 8   | 20  | 1   | 14  | 16  | 4   |
| 5ª       | 10  | 5   | 20  | 18  | 2   | 11  | 4   | 7   | 9   | 17  | 15  | 12  | 6   | 16  | 13  | 19  | 1   | 8   | 14  | 3   |
| 6ª       | 11  | 3   | 19  | 17  | 2   | 12  | 6   | 8   | 13  | 18  | 7   | 5   | 10  | 15  | 14  | 20  | 1   | 9   | 16  | 4   |
| 7ª       | 15  | 5   | 19  | 18  | 3   | 7   | 10  | 6   | 9   | 13  | 11  | 2   | 12  | 16  | 14  | 20  | 1   | 4   | 17  | 8   |
| 8ª       | 16  | 2   | 17  | 20  | 5   | 9   | 10  | 8   | 12  | 13  | 15  | 3   | 7   | 18  | 11  | 19  | 1   | 6   | 14  | 4   |
| 9ª       | 18  | 1   | 19  | 20  | 7   | 14  | 6   | 10  | 9   | 16  | 17  | 5   | 4   | 12  | 15  | 13  | 2   | 3   | 11  | 8   |
| 10ª      | 18  | 1   | 15  | 20  | 4   | 10  | 8   | 12  | 9   | 19  | 17  | 7   | 2   | 16  | 14  | 13  | 3   | 5   | 6   | 11  |
| 11ª      | 20  | 1   | 15  | 18  | 6   | 7   | 9   | 12  | 10  | 17  | 19  | 5   | 3   | 16  | 14  | 13  | 4   | 2   | 8   | 11  |
| 12ª      | 20  | 1   | 19  | 15  | 8   | 3   | 10  | 13  | 9   | 14  | 16  | 6   | 2   | 12  | 18  | 17  | 7   | 5   | 4   | 11  |
| 13ª      | 20  | 2   | 18  | 16  | 6   | 3   | 13  | 11  | 12  | 15  | 14  | 5   | 1   | 10  | 19  | 17  | 7   | 8   | 4   | 9   |
| 14ª      | 20  | 3   | 18  | 14  | 4   | 1   | 11  | 12  | 13  | 15  | 16  | 6   | 2   | 7   | 19  | 17  | 8   | 9   | 5   | 10  |
| 15ª      | 20  | 1   | 17  | 13  | 3   | 2   | 12  | 10  | 14  | 16  | 18  | 6   | 5   | 8   | 19  | 15  | 9   | 7   | 4   | 11  |
| 16ª      | 19  | 2   | 18  | 15  | 3   | 4   | 10  | 11  | 13  | 17  | 16  | 6   | 1   | 8   | 20  | 14  | 12  | 7   | 5   | 9   |
| 17ª      | 19  | 3   | 18  | 13  | 4   | 1   | 12  | 10  | 14  | 16  | 17  | 9   | 2   | 6   | 20  | 15  | 8   | 7   | 5   | 11  |
| 18ª      | 19  | 4   | 18  | 13  | 6   | 2   | 10  | 11  | 15  | 16  | 17  | 9   | 1   | 5   | 20  | 14  | 8   | 7   | 3   | 12  |
| 19ª      | 19  | 3   | 18  | 15  | 6   | 4   | 9   | 12  | 16  | 14  | 17  | 10  | 1   | 7   | 20  | 11  | 8   | 5   | 2   | 13  |
| Rodada ↑ | ALT | AMA | AMN | APA | BPB | BRU | CON | CSA | FIG | FLO | MAN | NAU | OPF | PAY | POU | REM | SBE | SJO | VRE | YPI |

| Zona de classificação para a segunda fase Zona de rebaixamento à Série D de 2024 |

## Segunda fase

### Grupo B
| Pos | Equipe       | Pts | J | V | E | D | GP | GC | SG | Classificado                            |     | BRU | OPF | SBE | SJO |
| --- | ------------ | --- | - | - | - | - | -- | -- | -- | --------------------------------------- | --- | --- | --- | --- | --- |
| 1   | Brusque      | 13  | 6 | 4 | 1 | 1 | 9  | 7  | +2 | Promovido à Série B de 2024 e finalista |     | —   | 4–3 | 1–0 | 0–0 |
| 2   | Operário-PR  | 7   | 6 | 2 | 1 | 3 | 9  | 9  | 0  | Promovido à Série B de 2024             |     | 1–2 | —   | 1–0 | 2–0 |
| 3   | São Bernardo | 7   | 6 | 2 | 1 | 3 | 6  | 6  | 0  |                                         |     | 2–0 | 2–1 | —   | 1–1 |
| 4   | São José-RS  | 6   | 6 | 1 | 3 | 2 | 5  | 7  | −2 |                                         | 1–2 | 1–1 | 2–1 | —   |     |

### Grupo C
| Pos | Equipe        | Pts | J | V | E | D | GP | GC | SG | Classificado                            |     | AMA | PAY | VRE | BPB |
| --- | ------------- | --- | - | - | - | - | -- | -- | -- | --------------------------------------- | --- | --- | --- | --- | --- |
| 1   | Amazonas      | 12  | 6 | 4 | 0 | 2 | 9  | 4  | +5 | Promovido à Série B de 2024 e finalista |     | —   | 0–1 | 2–0 | 2–0 |
| 2   | Paysandu      | 10  | 6 | 3 | 1 | 2 | 7  | 6  | +1 | Promovido à Série B de 2024             |     | 1–2 | —   | 1–1 | 1–0 |
| 3   | Volta Redonda | 10  | 6 | 3 | 1 | 2 | 6  | 7  | −1 |                                         |     | 0–2 | 1–0 | —   | 2–1 |
| 4   | Botafogo-PB   | 3   | 6 | 1 | 0 | 5 | 6  | 11 | −5 |                                         | 2–1 | 2–3 | 1–2 | —   |     |

### Desempenho por rodada
| Rodada ↓ | BRU | OPF | SBE | SJO |
| -------- | --- | --- | --- | --- |
| 1ª       | 2   | 4   | 1   | 3   |
| 2ª       | 1   | 2   | 3   | 4   |
| 3ª       | 1   | 3   | 2   | 4   |
| 4ª       | 1   | 4   | 2   | 3   |
| 5ª       | 1   | 4   | 2   | 3   |
| 6ª       | 1   | 2   | 3   | 4   |

| Zona de acesso e classificação para a final Zona de acesso |

| Rodada ↓ | AMA | BPB | PAY | VRE |
| -------- | --- | --- | --- | --- |
| 1ª       | 4   | 1   | 3   | 2   |
| 2ª       | 4   | 3   | 2   | 1   |
| 3ª       | 3   | 4   | 1   | 2   |
| 4ª       | 2   | 4   | 1   | 3   |
| 5ª       | 2   | 4   | 1   | 3   |
| 6ª       | 1   | 4   | 2   | 3   |

| Zona de acesso e classificação para a final Zona de acesso |

## Final
Ida
| 15 de outubro | Amazonas | 0 – 0  | Brusque | Arena da Amazônia, Manaus                             |
| 17:00 (UTC−4) |          | Súmula |         | Público: 17 473 Árbitro: SP Matheus Delgado Candançan |

| Amazonas | Brusque |

Volta
| 22 de outubro | Brusque                     | 1 – 2  | Amazonas                     | Estádio Augusto Bauer, Brusque                 |
| 17:00 (UTC−3) | Guilherme Queiróz 11' (pen) | Súmula | 44' Diego Torres · 56' Sassá | Público: 3 167 Árbitro: SP Edina Alves Batista |

| Brusque | Amazonas |

## Estatísticas

### Artilharia
| Gols | Jogador           | Equipe              |
| ---- | ----------------- | ------------------- |
| 18   | Sassá             | Amazonas            |
| 11   | Ítalo             | Volta Redonda       |
| 10   | Guilherme Queiróz | Brusque             |
| 9    | Erick Farias      | Ypiranga de Erechim |
| 9    | Mário Sérgio      | Paysandu            |
| 9    | Thayllon          | São José-RS         |
| 8    | Felipe Augusto    | Operário-PR         |
| 8    | Sillas            | São José-RS         |
| 7    | Olávio            | Brusque             |

### Hat-tricks
| Jogador | Clube       | Adversário | Placar  | Data       | Ref.   |
| ------- | ----------- | ---------- | ------- | ---------- | ------ |
| Sassá   | Amazonas    | Confiança  | 3–2 (F) | 4 de junho | [ 28 ] |
| Sillas  | São José-RS | Altos      | 4–1 (C) | 7 de junho | [ 29 ] |

### Público
Maiores públicos
Estes são os dez maiores públicos pagantes do campeonato:
| N.º | Público | Mandante         | Placar | Visitante    | Estádio           | Data           | Rodada  | Ref.   |
| --- | ------- | ---------------- | ------ | ------------ | ----------------- | -------------- | ------- | ------ |
| 1   | 45 027  | Paysandu         | 1–2    | Amazonas     | Mangueirão        | 1 de outubro   | 5ª (2F) | [ 30 ] |
| 2   | 43 794  | Paysandu         | 1–0    | Botafogo-PB  | Mangueirão        | 17 de setembro | 3ª (2F) | [ 31 ] |
| 3   | 41 850  | Amazonas         | 2–0    | Botafogo-PB  | Arena da Amazônia | 7 de outubro   | 6ª (2F) | [ 32 ] |
| 4   | 31 231  | Remo             | 1–1    | Figueirense  | Mangueirão        | 24 de junho    | 10ª     | [ 33 ] |
| 5   | 21 602  | América de Natal | 0–0    | Aparecidense | Arena das Dunas   | 21 de agosto   | 18ª     | [ 34 ] |
| 6   | 21 318  | Paysandu         | 1–0    | Remo         | Mangueirão        | 17 de julho    | 13ª     | [ 35 ] |
| 7   | 17 473  | Amazonas         | 0–0    | Brusque      | Arena da Amazônia | 15 de outubro  | Final   | [ 25 ] |
| 8   | 15 723  | Náutico          | 2–2    | São Bernardo | Aflitos           | 26 de agosto   | 19ª     | [ 36 ] |
| 9   | 15 537  | América de Natal | 1–1    | Paysandu     | Arena das Dunas   | 30 de julho    | 15ª     | [ 37 ] |
| 10  | 14 489  | Paysandu         | 4–2    | Náutico      | Curuzu            | 13 de agosto   | 17ª     | [ 38 ] |

Menores públicos
Estes são os dez menores públicos pagantes do campeonato, sem considerar as partidas com portões fechados:
| N.º | Público | Mandante            | Placar | Visitante           | Estádio           | Data         | Rodada | Ref.   |
| --- | ------- | ------------------- | ------ | ------------------- | ----------------- | ------------ | ------ | ------ |
| 1   | 25      | Ypiranga de Erechim | 1–1    | Botafogo-PB         | Colosso da Lagoa  | 26 de agosto | 19ª    | [ 39 ] |
| 2   | 39      | Ypiranga de Erechim | 1–0    | São José-RS         | Colosso da Lagoa  | 11 de junho  | 8ª     | [ 40 ] |
| 3   | 67      | São José-RS         | 4–1    | Altos               | Passo d'Areia     | 7 de junho   | 7ª     | [ 41 ] |
| 4   | 68      | São José-RS         | 0–0    | Floresta            | Passo d'Areia     | 2 de maio    | 1ª     | [ 42 ] |
| 5   | 85      | Altos               | 0–1    | Operário-PR         | Lindolfo Monteiro | 19 de agosto | 18ª    | [ 43 ] |
| 6   | 95      | Floresta            | 2–0    | Ypiranga de Erechim | Presidente Vargas | 14 de agosto | 17ª    | [ 44 ] |
| 7   | 100     | Floresta            | 2–1    | Volta Redonda       | Presidente Vargas | 6 de maio    | 2ª     | [ 45 ] |
| 7   | 100     | Floresta            | 2–0    | São Bernardo        | Presidente Vargas | 8 de junho   | 7ª     | [ 46 ] |
| 9   | 104     | São José-RS         | 2–2    | São Bernardo        | Passo d'Areia     | 25 de junho  | 10ª    | [ 47 ] |
| 10  | 105     | Ypiranga de Erechim | 3–3    | Náutico             | Colosso da Lagoa  | 10 de julho  | 12ª    | [ 48 ] |

Médias de público
Estas são as médias de público dos clubes no campeonato. Considera-se apenas os jogos da equipe como mandante e o público pagante:
| 1. Paysandu – 14 761 2. América de Natal – 11 208 3. Remo – 9 950 4. Náutico – 7 534 5. Figueirense – 6 299 6. Amazonas – 5 726 7. CSA – 4 778 8. Botafogo-PB – 4 722 9. Operário-PR – 3 161 10. Confiança – 2 170 | 1. Pouso Alegre – 2 090 2. São Bernardo – 1 538 3. Brusque – 1 503 4. Manaus – 1 169 5. Volta Redonda – 938 6. Aparecidense – 556 7. Altos – 301 8. São José-RS – 246 9. Ypiranga de Erechim – 215 10. Floresta – 209 |

## Premiação
| Campeonato Brasileiro 2023 Série C         |
| Amazonas                                   |
| ------------------------------------------ |
| Amazonas Futebol Clube Campeão (1º título) |

## Mudanças de técnicos
| Clube               | Antecessor                | Data           | Última partida                  | Rod     | Pos        | Sucessor           | Ref.          |
| ------------------- | ------------------------- | -------------- | ------------------------------- | ------- | ---------- | ------------------ | ------------- |
| Paysandu            | Wilton Bezerra (interino) | 3 de maio      | Paysandu 2–1 Aparecidense       | 1ª      | 2º         | Marquinhos Santos  | [ 51 ]        |
| Náutico             | Dado Cavalcanti           | 15 de maio     | Aparecidense 3–0 Náutico        | 3ª      | 14º        | Fernando Marchiori | [ 54 ] [ 55 ] |
| Altos               | Jerson Testoni            | 16 de maio     | Manaus 1–0 Altos                | 3ª      | 17º        | Sérgio Soares      | [ 56 ] [ 57 ] |
| Remo                | Marcelo Cabo              | 22 de maio     | São José-RS 2–1 Remo            | 4ª      | 20º        | Ricardo Catalá     | [ 58 ] [ 59 ] |
| Aparecidense        | Moacir Júnior             | 9 de junho     | Aparecidense 0–2 Brusque        | 7ª      | 18º        | Hemerson Maria     | [ 60 ] [ 61 ] |
| Figueirense         | Roberto Fonseca           | 13 de junho    | Figueirense 1–2 Pouso Alegre    | 8ª      | 12º        | Paulo Baier        | [ 62 ] [ 63 ] |
| Manaus              | Higo Magalhães            | 19 de junho    | Manaus 1–4 São José-RS          | 9ª      | 17º        | Moacir Júnior      | [ 64 ] [ 65 ] |
| Floresta            | Gerson Gusmão             | 20 de junho    | Paysandu 2–1 Floresta           | 9ª      | 16º        | Sérgio Soares      | [ 67 ] [ 68 ] |
| CSA                 | Vinícius Bergantin        | 21 de junho    | CSA 1–1 Aparecidense            | 9ª      | 10º        | Marcelo Cabo       | [ 69 ] [ 70 ] |
| Altos               | Sérgio Soares             | 26 de junho    | Altos 0–0 Pouso Alegre          | 10ª     | 17º        | Luan Carlos        | [ 71 ] [ 72 ] |
| Paysandu            | Marquinhos Santos         | 28 de junho    | Botafogo-PB 3–2 Paysandu        | 10ª     | 15º        | Hélio dos Anjos    | [ 73 ] [ 74 ] |
| Pouso Alegre        | Roger Silva               | 3 de julho     | Amazonas 2–1 Pouso Alegre       | 11ª     | 15º        | Rogério Henrique   | [ 75 ] [ 76 ] |
| América de Natal    | Thiago Carvalho           | 10 de julho    | América de Natal 1–2 Manaus     | 12ª     | 19º        | Dado Cavalcanti    | [ 77 ] [ 78 ] |
| Ypiranga de Erechim | Luizinho Vieira           | 11 de julho    | Ypiranga de Erechim 3–3 Náutico | 12ª     | 11º        | Jerson Testoni     | [ 79 ] [ 80 ] |
| Confiança           | Vinícius Eutrópio         | 17 de julho    | Brusque 4–0 Confiança           | 13ª     | 12º        | Luizinho Vieira    | [ 81 ] [ 82 ] |
| Altos               | Luan Carlos               | 24 de julho    | Altos 0–1 Botafogo-PB           | 14ª     | 20º        | Cristiano Bassoli  | [ 83 ] [ 84 ] |
| Manaus              | Moacir Júnior             | 25 de julho    | Manaus 0–2 Brusque              | 14ª     | 16º        | Roger Silva        | [ 85 ] [ 86 ] |
| Pouso Alegre        | Rogério Henrique          | 7 de agosto    | Pouso Alegre 0–1 Manaus         | 16ª     | 20º        | Juarez Leite       | [ 87 ] [ 88 ] |
| Floresta            | Sérgio Soares             | 8 de agosto    | Confiança 3–1 Floresta          | 16ª     | 17º        | Matheus Costa      | [ 89 ] [ 90 ] |
| Náutico             | Fernando Marchiori        | 13 de agosto   | Paysandu 4–2 Náutico            | 17ª     | 9º         | Bruno Pivetti      | [ 91 ] [ 92 ] |
| Amazonas            | Rafael Lacerda            | 11 de setembro | Amazonas 0–1 Paysandu           | 2ª (2F) | 4º (Gr. C) | Luizinho Vieira    | [ 93 ] [ 94 ] |

## Classificação geral
A classificação geral dá prioridade ao clube que avançou mais fases, e ao campeão, mesmo que tenha menor pontuação.
| Pos | Equipe              | Pts | J  | V  | E  | D  | GP | GC | SG  | Classificação ou descenso                                 |
| --- | ------------------- | --- | -- | -- | -- | -- | -- | -- | --- | --------------------------------------------------------- |
| 1   | Amazonas (C)        | 48  | 27 | 14 | 6  | 7  | 34 | 25 | +9  | Promovido à Série B de 2024 e campeão                     |
| 2   | Brusque             | 45  | 27 | 13 | 6  | 8  | 35 | 23 | +12 | Promovido à Série B de 2024 e vice-campeão                |
| 3   | Operário-PR         | 43  | 25 | 12 | 7  | 6  | 28 | 19 | +9  | Promovidos à Série B de 2024 e eliminados na segunda fase |
| 4   | Paysandu            | 39  | 25 | 11 | 6  | 8  | 28 | 32 | −4  | Promovidos à Série B de 2024 e eliminados na segunda fase |
| 5   | Volta Redonda       | 43  | 25 | 13 | 4  | 8  | 39 | 26 | +13 | Eliminados na segunda fase                                |
| 6   | São José-RS         | 37  | 25 | 9  | 10 | 6  | 35 | 28 | +7  | Eliminados na segunda fase                                |
| 7   | São Bernardo        | 36  | 25 | 9  | 9  | 7  | 26 | 23 | +3  | Eliminados na segunda fase                                |
| 8   | Botafogo-PB         | 33  | 25 | 8  | 9  | 8  | 31 | 31 | 0   | Eliminados na segunda fase                                |
| 9   | Confiança           | 28  | 19 | 8  | 4  | 7  | 23 | 26 | −3  | Eliminados na primeira fase                               |
| 10  | Náutico             | 27  | 19 | 6  | 9  | 4  | 25 | 24 | +1  | Eliminados na primeira fase                               |
| 11  | Remo                | 25  | 19 | 6  | 7  | 6  | 20 | 18 | +2  | Eliminados na primeira fase                               |
| 12  | CSA                 | 24  | 19 | 5  | 9  | 5  | 15 | 13 | +2  | Eliminados na primeira fase                               |
| 13  | Ypiranga de Erechim | 23  | 19 | 6  | 5  | 8  | 26 | 23 | +3  | Eliminados na primeira fase                               |
| 14  | Floresta            | 23  | 19 | 5  | 8  | 6  | 14 | 17 | −3  | Eliminados na primeira fase                               |
| 15  | Aparecidense        | 22  | 19 | 6  | 4  | 9  | 17 | 20 | −3  | Eliminados na primeira fase                               |
| 16  | Figueirense         | 22  | 19 | 5  | 7  | 7  | 19 | 18 | +1  | Eliminados na primeira fase                               |
| 17  | Manaus              | 20  | 19 | 5  | 5  | 9  | 13 | 24 | −11 | Rebaixados à Série D de 2024                              |
| 18  | América de Natal    | 19  | 19 | 4  | 7  | 8  | 12 | 21 | −9  | Rebaixados à Série D de 2024                              |
| 19  | Altos               | 13  | 19 | 2  | 7  | 10 | 14 | 28 | −14 | Rebaixados à Série D de 2024                              |
| 20  | Pouso Alegre        | 12  | 19 | 3  | 3  | 13 | 11 | 26 | −15 | Rebaixados à Série D de 2024                              |